# Eilema honei
Eilema honei là một loài bướm đêm thuộc phân họ Arctiinae, họ Erebidae.